# Kock, Polen
Kock (uttalas Kotsk, skrivs Kotzk på tyska och jiddisch) är en stad i östra Polen, cirka 45 km norr om Lublin och 120 km sydost om Warszawa. 
Den ligger i Lublins vojvodskap och i Lubartóws distrikt (powiat). Historiskt tillhörde Kock provinsen Lillpolen och ligger i dennas nordöstra hörn. Kock hade 2006 3 478 invånare.
Kock är känt som hemort för en rabbin och ledare inom den judiska chassidismen, Menachem Mendel Morgensztern (1787–1859).

## Namn
Kock ligger ett antal kilometer från floden Wieprz 150 meter ovanför havsytan. Mellan 1952 och 1954 var staden säte för gminan Białobrzegi. Staden nämndes först i krönikeböckerna under år 1258 som Cocsk. På 1400-talet hette staden Kocsko eller Koczsko och 1787 kallades staden för Kocko. Det nuvarande namnet har använts sedan 1800-talet och tros komma från antingen efternamnet Kot, som troligtvis grundaren av staden hette, eller från blomman hedblomster som på polska kallas kocanka och som växer mycket i staden.

## Historia

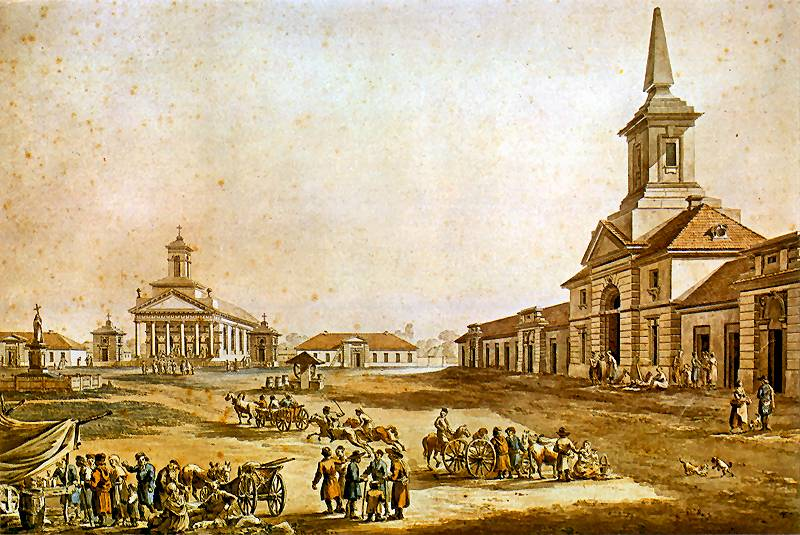
Kock på 1700-talet.

Kock har varit ett etablerat samhälle sedan 1100-talet och fick sin status som en egen stad år 1417 av kung Vladislav II av Polen efter förfrågan av Jakub, biskop av Płock. Från 1512 var staden en kunglig stad och blev sedan en privat stad administrativt belägen i Lublins vojvodskap. 1518 tillhörde staden Mikolaj Firlej, vojvod av Sandomierzs vojvodskap. Firlej-familjen ägde staden tills under andra halvan av 1700-talet och då var staden ett viktigt centrum för reformationen i Lillpolen. Ungefär år 1750 ägdes staden av prinsessan Anna Jabłonowska i Sapiehaätten som investerade mycket pengar och energi i staden, bland annat för att bygga ett stadshus, ett palats och en kyrka. Hon etablerade även en marknadsplats. Den polska kungen Stanisław II August Poniatowski besökte Kock ett antal gånger. Staden annekterades av Österrike 1795 under Polens tredje delning, men polackerna tog tillbaka staden 1809 och inkluderade den i det kortlivade Hertigdömet Warszawa. 1815 blev staden del av det så kallade Kongresspolen i den ryska delen av Polen. Stadens invånare medverkade i januariupproret och ryssarna tog ifrån Kock sina rättigheter som stad 1870, men fick tillbaka dem 1915. Ett antal viktiga strider ägde rum i Kock på 1800-talet och under det tidiga 1900-talet.

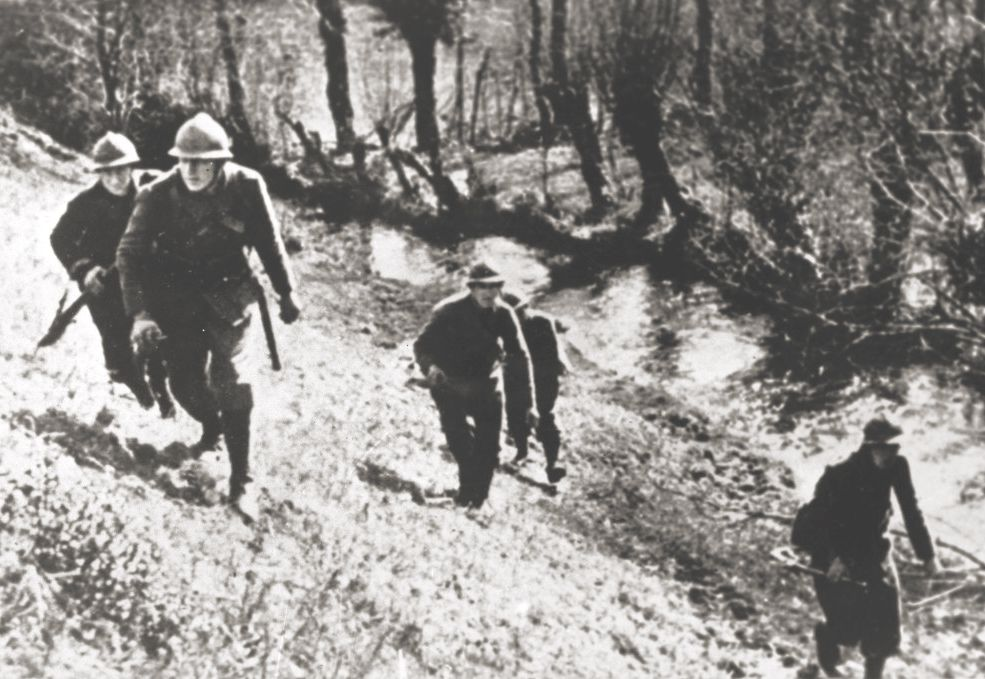
Polska soldater i striden i Kock 1939.

Efter första världskriget fick Polen sin självständighet tillbaka och Kock tillhörde administrativt Lublins vojvodskap. 1927 brann stora delar av staden upp i en brand och staden stagnerade. 
Mellan den 2 och 5 oktober 1939, under den tysk-sovjetiska invasionen av Polen som startade andra världskriget, ägde den sista striden mellan Tyskland och Polen rum i Kock. Staden ockuperades av Tyskland och i oktober 1939 avrättade tyskarna flera polacker vid den lokala kyrkogården. Under ockupationen mördades invånare i den judiska delen av Kock, ungefär 2 200 personer av stadens totalt 4 600 invånare. Kock var ett av centrumen för hemarmén som befriade staden den 22 juli 1944.